# Britt Hörnblad-Lundberg
Britt Marianne Hörnblad-Lundberg, född 20 juli 1924 i Själevad, död 17 april 1996 i Landeryd, var en svensk målare, tecknare och bildpedagog. 
Hörnblad-Lundberg studerade vid Konstfackskolan i Stockholm 1942–1948, och bedrev även studier utomlands. Hon medverkade bland annat i samlingsutställningen Unga tecknare på Nationalmuseum.
Hennes konst består av naturmotiv, landskap, interiörer, djur och människor i teckningar, målningar och textila bilder. Vid sidan av sitt eget skapande var hon verksam som bildpedagog.
Hörnblad-Lundberg är representerad vid Västernorrlands läns landsting, Jämtlands läns landsting, Östergötlands läns landsting och Statens Konstråd.  
Hon var gift med Thorsten Lundberg (1922–1992). De är begravda på Arvika kyrkogård.